# (37056) 2000 UD42
2000 UD42 (asteroide 37056) é um asteroide da cintura principal. Possui uma excentricidade de 0.14430430 e uma inclinação de 2.86387º.
Este asteroide foi descoberto no dia 24 de outubro de 2000 por LINEAR em Socorro.